# Plesiosaurus
Plesiosaurus (del griego: πλησιος [plesios], 'cercano a' y σαυρος [sauros], 'lagarto'), o  plesiosaurio, es un género extinto de gran reptil sauropterigio marino que vivió a principios del período Jurásico, y es conocido de esqueletos casi completos del Lias de Inglaterra. Se distingue por su pequeña cabeza, su cuello largo y delgado, un cuerpo ancho como el de una tortuga, una cola corta, y dos pares de grandes aletas alargadas. Este animal dio nombre al orden Plesiosauria, de la cual es un miembro primitivo, pero típico. P. brachypterygius, P. guilielmiiperatoris y P. tournemirensis fueron asignados a los nuevos géneros Hydrorion, Seeleyosaurus y Occitanosaurus.

## Descripción

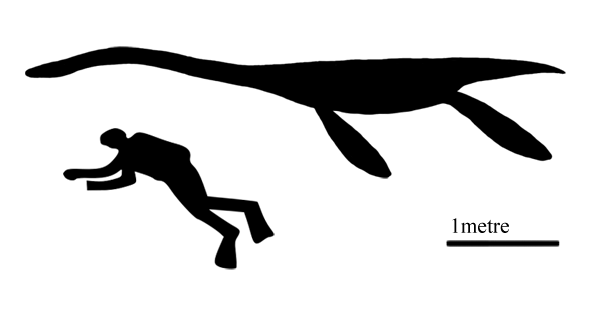
Plesiosaurus con un humano a escala.

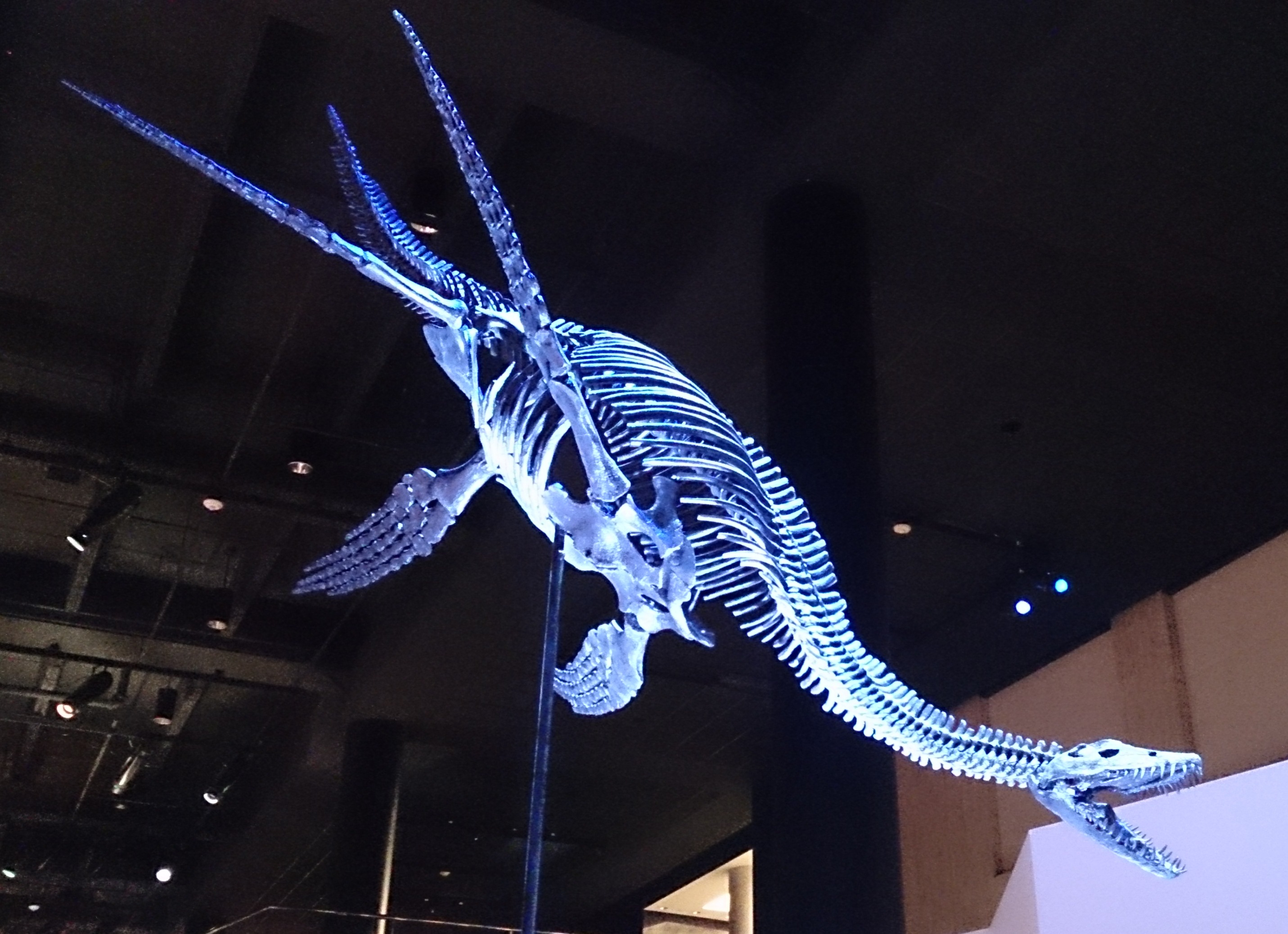
Esqueleto de Plesiosaurus en Houston.

### Cráneo y dentadura
Comparado a otros géneros de plesiosaurios, Plesiosaurus tenía una cabeza pequeña. La órbita se sitúa aproximadamente a la mitad del cráneo con un rostro súbitamente bajo y triangular y el tope del cráneo siendo alto, con una cresta sagital relativamente estrecha. Las barras postorbitales formaban la parte más amplia del cráneo. El gran foramen pineal ocupaba el punto central entre estas barras en el medio del techo del cráneo. Tanto la órbita como la fenestra temporal son casi circulares y prácticamente del mismo tamaño. Las narinas exteriores se superponen a las internas y no son explícitamente sugerentes de olfato subacuático. Dichas capacidades han sido sugeridas para el pliosaurio Rhomaleosaurus. Plesiosaurus tenía una unión posterior de los pterigoideos y el basioccipital típica de los plesiosaurios. Sin embargo, la conexión entre el paladar y el cráneo estaba incompletamente reforzada. Esta conexión es menos robusta que la de los pliosaurios Rhomaleosaurus y Pliosaurus. Los huesos del paladar son delgados, pero sin una fenestra suborbital. El ramo mandibular forma una "V" casi perfecta en un ángulo de casi 45° con solo una leve curvatura medial. El extremo anterior del hueso dentario es amplio y robusto. Una fuertemente fusionada sínfisis apuntando como una cuchara hacia abajo, incorporaba 2,5 pequeñas cavidades en cada rama. A Plesiosaurus le ha sido tradicionalmente adjudicado un único diente en la sínfisis, así como a otros géneros de cuello largo. Los dientes de Plesiosaurus son simples, conos en forma de aguja levemente curvados y circulares en sección transversal. Los dientes son delgados y afilados con finas estrías longitudinales. Dichas estrías corrían desde la cavidad de la raíz hasta cerca de la punta del diente. Todos los dientes son procumbentes, especialmente aquellos más cercanos a la parte anterior, yaciendo cerca de 10-15° sobre el horizontal.

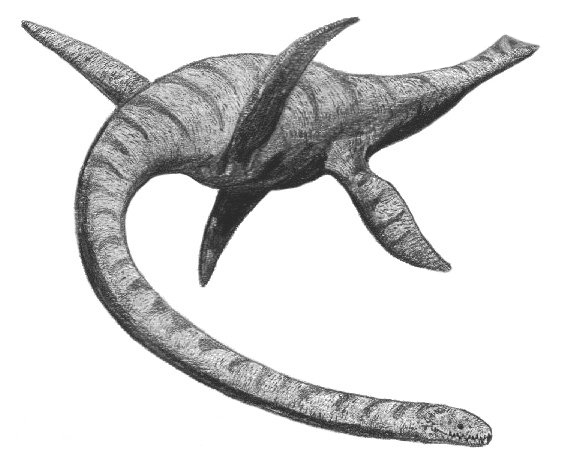
Dibujo de P. dolichodeirus

### Columna vertebral

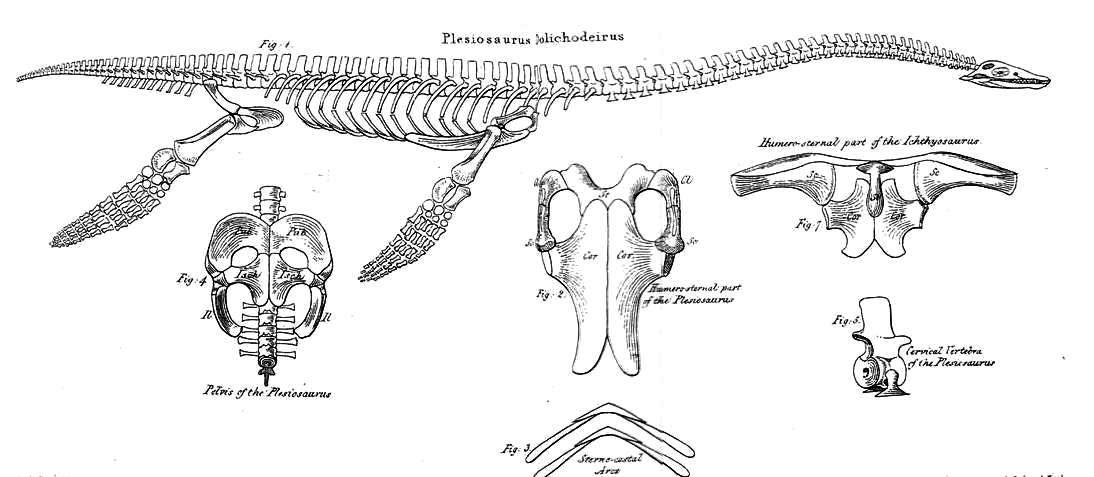
Ilustración de la anatomía del esqueleto de un Plesiosaurus dolichodeirus del artículo de Conybeare de 1824 que describe restos de plesiosaurio casi completos hallados por Mary Anning en 1823.

Plesiosaurus era un plesiosaurio de talla media que crecía entre 3 a 5 metros de longitud. Tenía aproximadamente 40 vértebras cervicales. Los centros de las vértebras son relativamente alargados y su longitud es usualmente algo mayor que su altura pero igualando o excediendo su ancho. También poseen caras articulares que son levemente cóncavas y en forma de riñón, con bordes redondeados y levemente rugosos. Los forámenes subcentrales, los cuales son agujeros sobre la superficie ventral del centro de la vértebra, son pequeños y alargados con leves bordes o bultos entre ellos. Las costillas delanteras son de forma escotillada con procesos anteriores y posteriores casi iguales y las espinas neurales cervicales son redondeadas. Las costillas cervicales son aparentemente de cabeza doble y sus facetas son alargadas y apenas espaciadas anteriormente con un pasaje longitudinal o foramen entre ellas. Cerca de 21 vértebras corresponden a las dorsales (de la espalda) y tenía al menos tres vértebras sacrales.  Posee al menos 28 vértebras caudales y unas pocas más pudieron haber estado en el final de la cola. Las espinas neurales del tórax son altas y algo rectangulares de perfil con puntas transversalmente engrosadas. Las costillas dorsales solo poseen una cabeza, son gruesas y paquiostóticas como en muchos plesiosaurios. Las costillas sacrales son cortas, robustas y romas en ambos extremos. Las vértebras caudales son comparativamente menos notables con los arcos fusionados en los adultos pero sus costillas y cheurones son libres. El espacio entre los arcos de las costillas desde el margen posterior del coracoides al pubis está lleno de gastralias paquiostóticas.

### Extremidades
Los miembros formaban aletas alargadas, en forma de remo con cinco dígitos completos, aunque cada uno consiste de un número muy grande de falanges. Algunas impresiones de piel descubiertas sugieren que era lisa, no escamosa. Los miembros delanteros de Plesiosaurus parecen ser típicos para un plesiosaurio con un arco clavicular fusionado que yace en el medio de la escápula como es el caso en todos los sauropterigios. La lámina dorsal escapular es delgada y algo rectangular encontrándose con la placa ventral plate en un marcado ángulo y el ramo del glenoide es robusto. El glenoide es compartido por la escápula y el coracoides, como en todos los plesiosaurios, con el coracoides siendo mucho más largo que la escápula. Los miembros anteriores son alargados y tienen una estructura relativamente estrecha. Son más estrechos que los de muchos otros plesiosaurios. Adicionalmente, Plesiosaurus tenía un húmero distinguido por una profunda curvatura en el eje propodial, un rasgo generalmente ausente en otros plesiosaurios pero que retenían muchos miembros  basales de Sauropterygia.
En P. dolichodeirus una somera pero marcada ranura longitudinal o surco interepipodial está en la superficie ventral del húmero en individuos maduros. Prominentes facetas epipodiales están también desarrolladas en los adultos. El cúbito o ulna en forma de placa tiene forma de media luna y es muy ancho, mientras que el radio es robusto y en forma de columna. De los seis carpos, los carpos ulnares y los intermedios son los más largos, siendo los primeros casi iguales en tamaño. Los miembros posteriores son menores que los anteriores en los individuos adultos pero esto no es tan obvio en los ejemplares menores. El fémur es casi simétrico longitudinalmente mientras que la esquina posterodistal es levemente que la anterior. El eje femoral es recto y tanto los bordes posteriores y anteriores son cóncavos. La tibia y el peroné son similares en tamaño, pero la tibia es más robusta y tiene un extremo proximal más ancho que el distal, mientras que el peroné tiene forma de medialuna. Los miembros posteriores son también largos y estrechos.

## Descubrimiento y clasificación

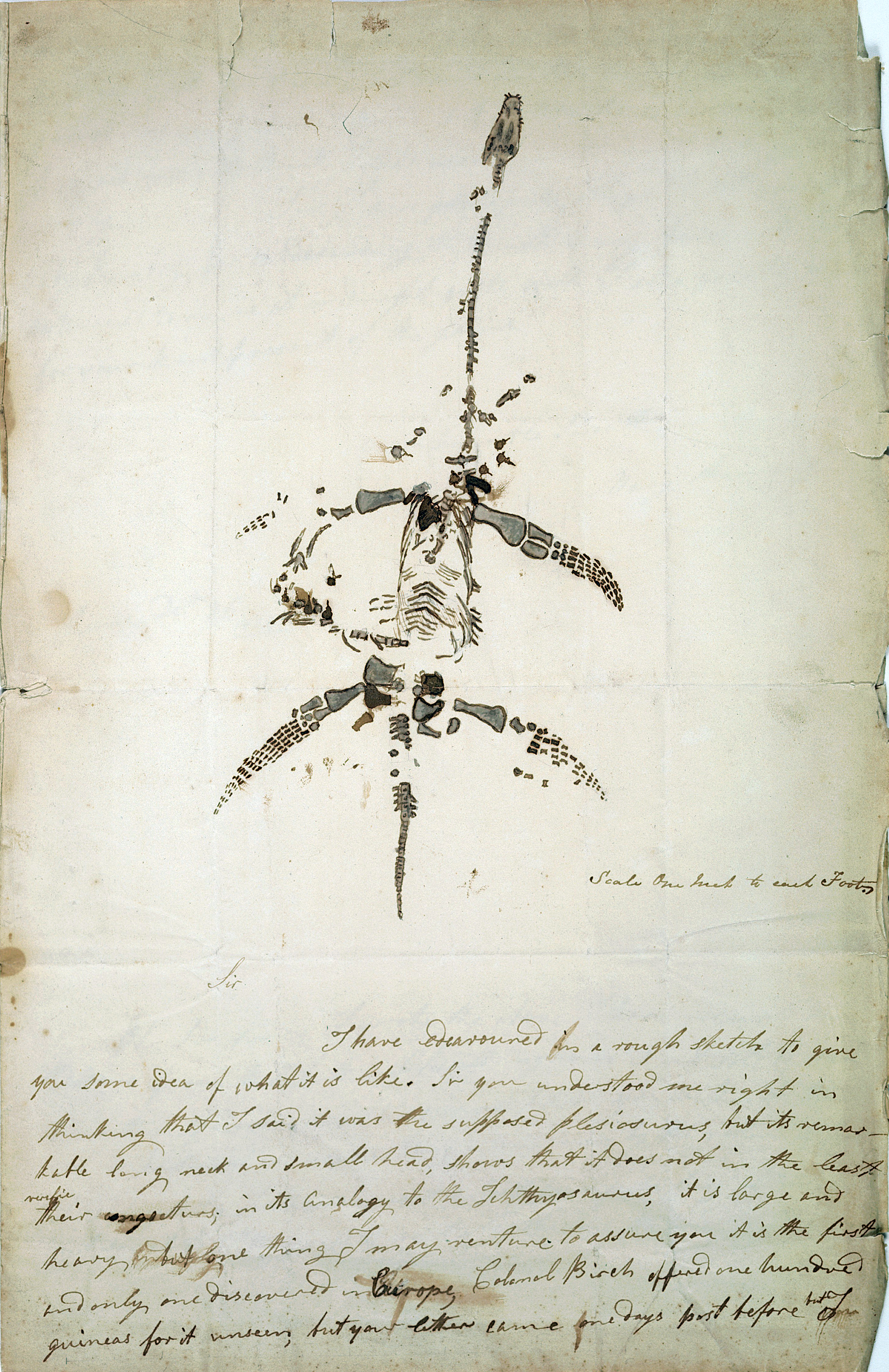
Carta firmada sobre el descubrimiento de Plesiosaurus, de Mary Anning

Plesiosaurus fue uno de los primeros de los "reptiles antediluvianos" en ser descubiertos y generó un gran interés en la Inglaterra victoriana. Su nombre, que significa "cercano al lagarto" le fue dado por William Conybeare y Henry De la Beche, para indicar que era más similar a un reptil común que Ichthyosaurus, el cual había sido hallado en los mismos estratos rocosos solo unos años antes. Plesiosaurus es el género arquetípico de Plesiosauria y el primero en ser descrito, por lo cual este orden deriva su nombre de Plesiosaurus. Conyebeare y De la Beche acuñaron el nombre basándose en materiales aislados y dispares de Lyme Regis, Dorest y la región de Bristol de Inglaterra en 1821. Sin embargo, la primera descripción específica de Plesiosaurus y de un plesiosaurio fue la de la especie tipo  P. dolichodeirus y fue hecha por Conyebeare en 1824 sobre un esqueleto completo hallado por Mary Anning) en diciembre de 1823 en el Lias Inferior (Sinemuriano) cerca de Lyme Regis. Este espécimen ha sido universalmente reconocido como el genoholotipo. Fósiles del animal continuaron apareciendo en el Jurásico Inferior de Dorset hasta el cese de las actividades de cantera en el Grupo Lias a principios del siglo XX. 
Desde su descripción completa original en 1824 y el trabajo adicional de Richard Owen en 1840 y 1865, ha habido pocos intentos de clarificar realmente la anatomía y el estatus del género o la especie tipo. Por lo tanto, una carencia histórica de entendimiento de las variaciones entre los plesiosaurios y un pobre conocimiento de sus características generales hicieron a Plesiosaurus un taxón cajón de sastre. Cientos de especies de Plesiosaurus fueron descritas en todo el mundo sin considerar el tamaño de la muestra o la calidad del espécimen. Un examen posterior de los holotipos existentes de plesiosaurios liásicos revelaron que Plesiosaurus puede ser monotípico. P. dolichodeirus es la única especie del género basada en material apropiado y diagnosticado. De los cientos de plesiosaurios del Jurásico y el Cretácico referidos a Plesiosaurus, ninguno fue correctamente asignado. P. brachypterygius, P. guilielmiiperatoris y P. tournemirensis, por ejemplo, tuvieron que ser clasificados en nuevos géneros, Hydrorion, Seeleyosaurus y Occitanosaurus, respectivamente.

### Filogenia
El siguiente cladograma sigue un análisis realizado por Benson et al., 2012, y muestra la posición de Plesiosaurus dentro de Plesiosauria, junto con las especies alguna vez asignadas a este género.

## Estratigrafía y paleoecología

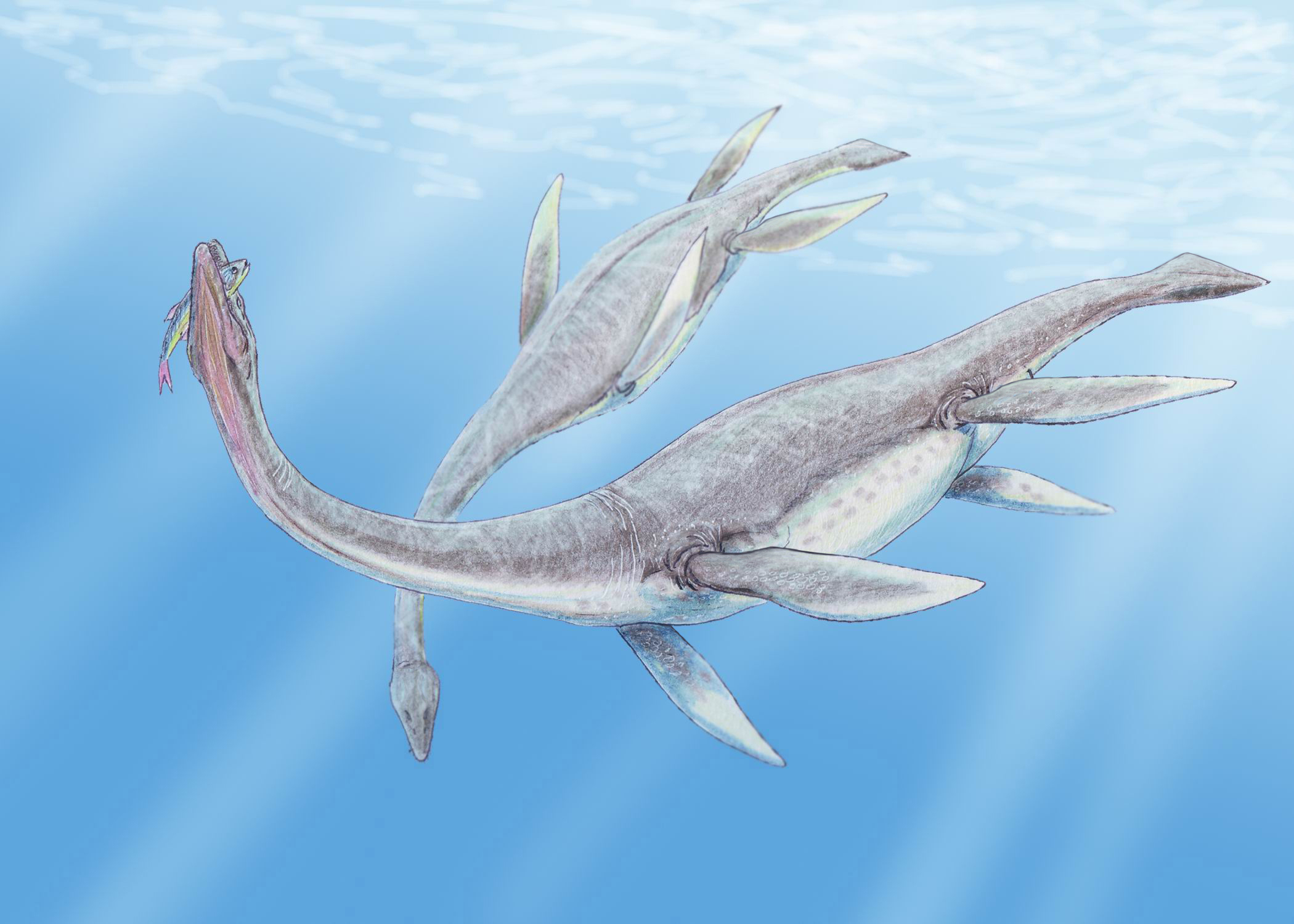
Plesiosaurus dolichodeirus

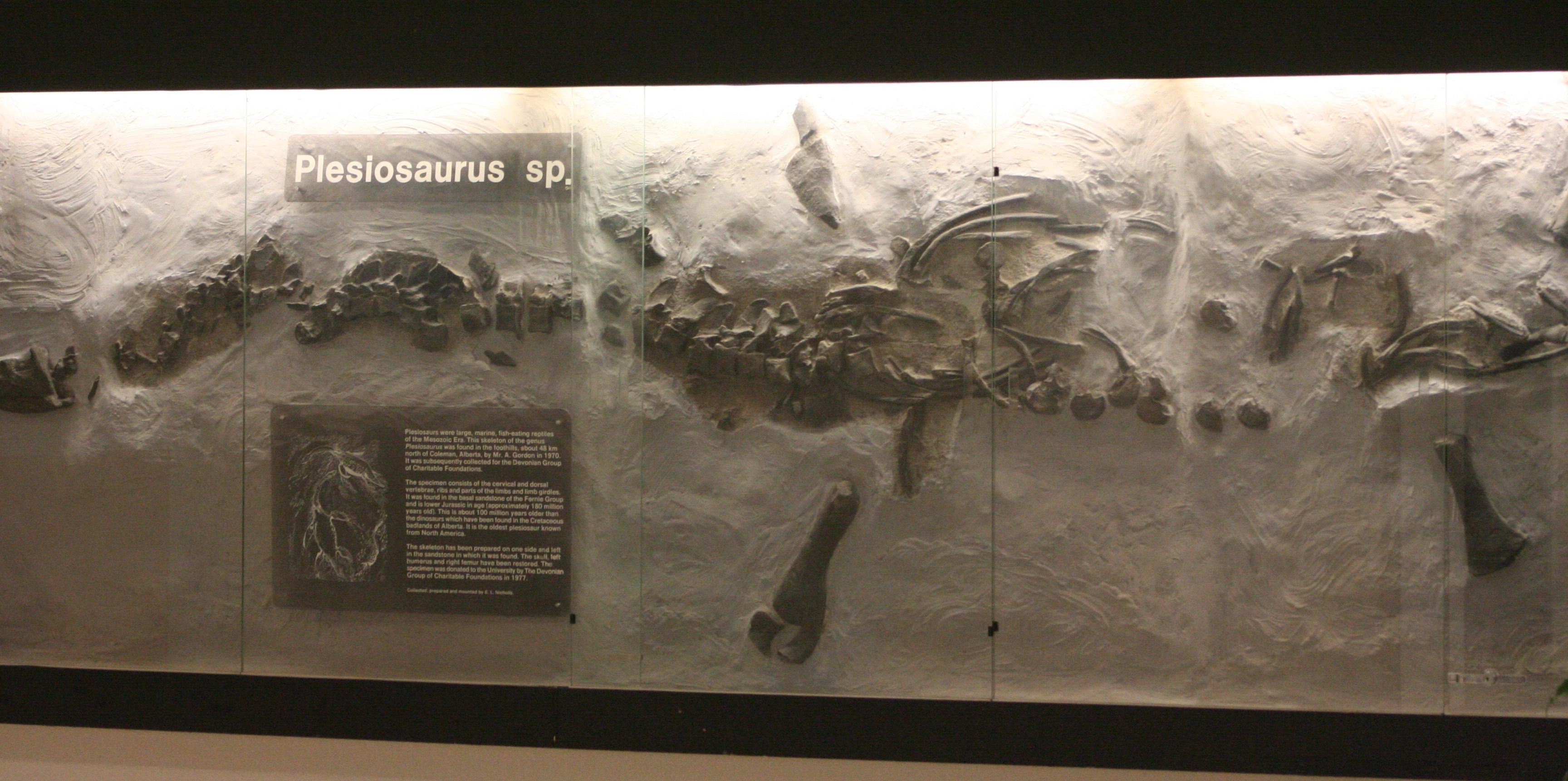
Fósil de Plesiosaurus en exhibición

Las costas inglesas han expuesto canteras pertenecientes predominantemente al Grupo Lias del Jurásico Inferior que han producido muchos de los especímenes de plesiosaurio más importantes conocidos. Una famosa localidad es el área de Lyme Regis y la vecina Charmouth en Dorset donde están las primeras grandes colecciones de reptile fósiles, particularmente de reptiles marinos. Numerosos especímenes de Plesiosaurus dolichodeirus estuvieron entre estos hallazgos. Estos especímenes permanecen restringidos a los entornos de Lyme Regis. Aun así, Plesiosaurus dolichodeirus es aparentemente la especie más común de plesiosaurio del liásico de Inglaterra o al menos de lo que es conocido del material hallado. La clásica zonificación por ammonites del Lias inglés permite una ubicación estratigráfica precisa de muchos ejemplares de plesiosaurio. Muchos fósiles completos de reptiles marinos de Dorset se piensa que provienen de la parte superior del Lias Azul, los "esquistos con carne de res", y la parte inferior o Black Ven Marls, correspondiente al Sinemuriano inferior. Muchos especímenes de Plesiosaurus dolichodeirus se presume que tienen esta distribución estratigráfica, aunque algunos ha situado a P. dolichodeirus en la zona de Psiloceras planorbis. Sin embargo al menos un espécimen aparentemente se ha hallado en la zona de Echioceras raricotatum.
Plesiosaurus se alimentaba de belemnites, peces y otras presas. Sus mandíbulas en forma de U y dientes agudos pudieron haber sido como una trampa para peces. Se propulsaba con sus aletas, ya que su cola era demasiado corta como para ser un órgano locomotor. Su cuello pudo haberse usado como un timón cuando navegaba durante una persecución. Basándose en hallazgos hechos en el plesiosaurio cretácico Polycotylus, Plesiosaurus seguramente daba a luz a sus crías en el agua como las serpientes marinas. Los jóvenes pudieron haber vivido en estuarios antes de irse al océano abierto.

## En la cultura popular
En el filme de 1975 La tierra que el tiempo olvidó, se muestra a un Plesiosaurus atacando un submarino U-boot. Nueve años más tarde, un Plesiosaurus fue uno de los personajes principales en la película Carnosaurio (Harry Adam Knight, 1984). Julio Verne menciona a un Plesiosaurus atacando a un Ichthyosaurus en su libro Viaje al centro de la Tierra. Plesiosaurus ha sido representado en varios videojuegos, como las series de Turok , Zoo Tycoon y Minecraft.En la serie Zyuden Sentai Kyoryuger aparece un Mecha llamado Plezuon que es un Plesiosaurus.